# Santa Filomena (Pernambuco)
Santa Filomena is een gemeente in de Braziliaanse deelstaat Pernambuco. De gemeente telt 14.694 inwoners (schatting 2009).